# Johannes Hano
Johannes Hano (* 19. September 1963 in München) ist ein deutscher Journalist und Korrespondent.

## Leben
Johannes Hano – Sohn des Journalisten Horst Hano – besuchte die Grundschule in München und Hamburg und danach das Gymnasium in Hamburg und Buchholz in der Nordheide.
Hano absolvierte ein Studium der Politikwissenschaft, Staats- und Verwaltungsrecht in Frankfurt am Main und machte seinen Abschluss als Diplom-Politologe. Nach seinem Studium und mehreren Praktika war er als freier Journalist tätig. Ab 1994 arbeitete er beim ZDF, seit 2002 mit Festanstellung. In der Zeit von 1994 bis 1998 war er im Landesstudio Hamburg tätig und danach bis 1999 als Planungsredakteur und Reporter für das ZDF-Morgenmagazin. Sein Themenschwerpunkt war hier die Innenpolitik und der Kosovo-Krieg. Von 1999 bis 2001 berichtete er für das Hauptstadtstudio Berlin als Korrespondent aus dem Bundestag. Zwischen 2001 und 2006 arbeitete er als Reporter für das Magazin Frontal21. Von Januar 2007 bis August 2014 war er Leiter des ZDF-Studios Peking, von dort aus war er auch für die Berichterstattung aus Japan (ZDF-Büro Tokio) verantwortlich.
Von 2014 bis 2023 übernahm Hano die Leitung der ZDF-Korrespondentenstelle in New York. Über seinen Dienstsitz in den USA drehte er die Presenter-Dokumentation New York, New York, die 2023 im ZDF ausgestrahlt wurde. Seit dem 1. Oktober 2023 ist er ZDF-Studioleiter in Singapur für den süd- und südostasiatischen Raum.
In der ZDF-Dokumentation Elon Musk und die Putin-Connection zeigte er im Jahre 2025 die russischen Desinformationskampagnen auf, mit denen versucht wurde, eine Reihe von Tech-Giganten zu beeinflussen bzw. unter Druck zu setzen. Hauptziel war, Zwietracht zwischen die NATO-Partner USA und Europa zu säen. Einer seiner Gesprächspartner war der frühere FBI-Agent Jonathan Buma.

## Auszeichnungen
Im Jahr 2003 erhielt Johannes Hano den RIAS-Fernsehpreis für die Dokumentation Der Tag, der die Welt veränderte, 2011 den Hanns-Joachim-Friedrichs-Preis für Fernsehjournalismus. Ebenfalls 2011 wurde ihm der Bayerische Fernsehpreis („Blauer Panther“) für seine TV-Dokumentation Chinas Grenzen verliehen. In der Begründung der Jury heißt es, dass „Johannes Hano in seiner Reisereportage ‚Chinas Grenzen‘ […] von der Peripherie her einen Blick auf das Reich der Mitte wirft. […] Auf knapp 20.000 km hat er das Riesenreich umrundet und wir lernen einen Vielvölkerstaat kennen, der viel facettenreicher ist, als jedes westliche Klischee vermuten lässt, und der wohl auch weitaus schwerer zu steuern ist, als uns die zentralistische Staatsgewalt glauben machen will. […] Immer zeigt uns Hano ein China, das so kaum jemand im Westen kennt. Der Bayerische Fernsehpreis 2011 geht an Johannes Hano, […] für seine Reportage ‚Chinas Grenzen‘, die einen einzigartigen Blick auf ein Land bietet, das die Zukunft der Welt verändern wird und von dem wir doch so wenig wissen.“

## TV-Dokumentationen
- Das Jugendgefängnis Hahnhöfer Sand, gemeinsam mit Jörg Rosizke (ARTE, 1997)
- Der Tag der die Welt veränderte, gemeinsam mit Elmar Theveßen (ZDF, 2002), RIAS-Fernsehpreis für die Dokumentation
- Die Große Lüge – Bush, Blair und Saddams Bombe, gemeinsam mit Thomas Reichart (ZDF, 2003)
- Außer Kontrolle – Das Sicherheitschaos am Frankfurter Flughafen, gemeinsam mit Jörg Brase und Thomas Reichart (ZDF, 2004)
- Die Macht der Spiele – Peking ein Jahr vor Olympia, gemeinsam mit Diana Zimmermann (ZDF, 2007)
- Um jeden Preis (ZDF, 2008)
- Einsatz in der Hölle (Phoenix, 2009)
- Angriff auf das Paradies (ZDF, 2009)
- Chinas Grenzen 1 – Tiger, Schmuggler, Festungsinsel, Chinas Grenzen 2 – Wüsten, Pässe, wilde Reiter (ZDF, 2010), Bayerischer Fernsehpreis. Für die am Jahresanfang 2011 ausgestrahlte ZDF-Dokumentation Chinas Grenzen reiste Johannes Hano sechs Monate lang durch Chinas entlegenste Grenzprovinzen. 20.000 Kilometer hat er mit seinem Team auf Landstraßen, Feldwegen, Sandpisten dabei zurückgelegt. Er besuchte die Grenzen Chinas zu Russland und Nordkorea und fuhr Richtung Taiwan in den Südwesten nach Yunnan.[6] Seine persönlichen Erfahrungen hat er in einem Reisetagebuch festgehalten.[7]
- Die Fukushima-Lüge, 1 Jahr danach (ZDF, 2012)
- Die Fukushima-Lüge – Drei Jahre nach der Katastrophe (ZDF, 2014)[8]
- USA – Die gekaufte Demokratie? (ZDF, 2016)[9]
- Arctic Blue 1 – Machtpoker im schmelzenden Eis, Arctic Blue 2 – Wem gehört der Norden? (ZDF, 2022)
- New York, New York (ZDF, 2023)[10]
- Schatzinseln im Pazifik – Leben mit dem Ozean (ZDF, 2025)[11]
- Putins Helfer (ZDF, 2025)[12]

## Veröffentlichung
- Das japanische Desaster. Fukushima und die Folgen. Herder Verlag, Freiburg/Basel/Wien 2011, ISBN 978-3-451-30544-3.[13]